# Сойфер Яків Григорович
Яків Григорович Сойфер (28 листопада 1885, місто Київ (за іншими даними — місто Біла Церква), тепер Київська область — розстріляний 28 липня 1938, місто Москва, Російська Федерація) — радянський діяч, 1-й секретар Тульського обласного комітету ВКП (б). Входив до складу особливої трійки НКВС СРСР. Член Центральної контрольної комісії ВКП(б) у 1924—1925 р. і у 1930—1934 р. Член Центральної Ревізійної Комісії ВКП(б) в 1934—1938 р. Депутат Верховної Ради СРСР 1-го скликання.

## Біографія
Народився в родині єврейського кравця. З 1897 по 1899 року — учень, а з 1899 по 1903 рік — робітник-заготівельник кустарних майстерень у місті Біла Церква. У 1903—1904 роках — робітник-заготівельник заготівельної майстерні у місті Києві.
З 1903 по 1905 рік був членом Бунду.
У 1904 році був заарештований за революційну діяльність і з 1904 по 1905 рік перебував у Лук'янівській в'язниці міста Києва.
У 1905—1907 роках — робітник-заготівельник заготівельної майстерні у Києві. У 1906 році належав до партії анархістів-комуністів.
Член РСДРП(б) з травня 1907 року.
У 1907—1909 роках — політичний в'язень у Київській в'язниці.
У 1909—1911 роках — рядовий 72-го Тульського піхотного полку російської армії в Івангородській фортеці.
У 1911—1914 роках — робітник взуттєвої фабрики у Києві. У 1913 році разом із Лазарем Кагановичем був одним із організаторів Київської профспілки шевців і шкіряників.
У 1914 році служив у російській армії, потрапив у полон. З 1914 по 1918 рік був військовополоненим у таборах Австро-Угорщини і Німеччини (табір Фрейштадт та інші).
У жовтні 1918 — червні 1919 року — член колегії Воєнно-продовольчого бюро ВЦРПС у Москві, Харкові і Києві.
У червні 1919 — січні 1920 року — комісар 2-го особливого полку імені Червоної комуни в містах Тамбові, Єльці та Воронежі на Південному фронті. У січні 1920 — листопаді 1921 року — на лікуванні в інтернаціональному госпіталі Москви.
До вересня 1922 року — комісар 1-го територіального полку РСЧА у Москві.
У вересні 1922 — жовтні 1924 року — голова Московського губернского відділу Спілки шкіряників.
У жовтні 1924 — листопаді 1927 року — секретар Партійної колегії Московської губернської контрольної комісії РКП(б).
У листопаді 1927 — серпні 1930 року — голова державного вігоневого треста «Вігоньтрест» Наркомату місцевої промисловості РРФСР у Москві.
У серпні 1930 — лютому 1931 року — заступник голови Московської губернської контрольної комісії РКП(б).
У лютому 1931 — березні 1932 року — відповідальний секретар Дзержинського районного комітету ВКП(б) міста Москви.
У березні 1932 — березні 1935 року — відповідальний секретар Ленінського районного комітету ВКП(б) міста Москви.
У березні — липні 1935 року — голова Московської обласної ради профспілок.
У липні 1935 — вересні 1937 року — 1-й секретар Тульського міського комітету ВКП(б) Московської області.
У вересні 1937 — 10 квітні 1938 року — 1-й секретар Організаційного бюро ЦК ВКП(б) по Тульській області. З 16 жовтня 1937 року входив до складу особливої трійки НКВС СРСР по Тульській області.
7 квітня 1938 року заарештований органами НКВС СРСР. 28 липня 1938 року засуджений до розстрілу ВКВС СРСР і того ж дня страчений. Похований на розстрільному полігоні Комунарки біля Москви.
Реабілітований 5 жовтня 1955 року, а 4 листопада 1955 року посмертно відновлений у членах КПРС.